# Carl Siechen
Carl Siechen († 28. April 1869 in Berlin; auch Karl Siechen) war ein deutscher Unternehmer, Gastronom und Gründer des Bierhauses Siechen in Berlin. Der Volksmund bezeichnete ihn als Berliner Bierkönig.

## Leben
Siechen war der Sohn eines Arztes und vielseitig begabt. Sein erstes Bierhaus mit Restaurant eröffnete der promovierte Gastronom in der Neumannsgasse 6. Diese schlichte Kneipe war bei den Stammgästen unter dem Namen Die Ewige Lampe bekannt. Unter demselben Namen gab „Carl Siechen nebst Familie“ seit 1. Mai 1848 in Berlin das erste satirische Revolutionsblatt Die ewige Lampe heraus (bis 1850), dessen Texte er anfangs auch selbst schrieb. Das Bierhaus Siechen erfreute sich zunehmender Beliebtheit und wechselte im Laufe der Jahrzehnte zwecks Kapazitätserweiterung mehrmals seinen Standort; letzter Standort war seit 1883 das Haus Behrenstraße 23–24.
Siechen, der vom Elternhaus her wohlhabend war, seine Gaststätte deshalb mehr zur eigenen Geselligkeit und Unterhaltung betrieb und seine Gäste auch gern mit eigenem Gesang unterhielt, hatte für Künstler oder jene, die es werden wollten, auch auf Pump und selbst ohne Geld immer etwas übrig. Er war ein begeisterter Kunstliebhaber, fehlte bei keiner Premiere und überschüttete seine Lieblinge mit Blumen. Deshalb wurde sein Bierhaus auch Treffpunkt der Berliner Künstler. Während Siechen eher ein „Künstler“ als ein Geschäftsmann gewesen zu sein scheint, war wohl seine Ehefrau Rosa die organisatorische und „geschäftsführende“ Kraft im Unternehmen.
Carl Siechen starb nach längerer Krankheit am 28. April 1869 in Berlin. Die Beisetzung erfolgte auf dem Alten Friedhof der St. Marien- und St. Nikolai-Gemeinden vor dem Prenzlauer Tor. Das Grabmal ist nicht erhalten.
Seine beiden Söhne aus der Ehe mit Luise Dümmler,  Franz Siechen (1845/46–1913), Unternehmensnachfolger und hervorragender Geigenvirtuose, sowie Max Siechen (1850–1897), der als guter Heldentenor gerühmt wurde, erbten das musische Talent des Vaters.